# Frances Glessner Lee
Frances Glessner Lee (geboren am 25. März 1878 in Chicago; gestorben am 27. Januar 1962 in Bethlehem, New Hampshire) war eine US-amerikanische Vorreiterin der forensischen Wissenschaft und der erste weibliche Polizeihauptmann der Vereinigten Staaten (USA).
Frances Glessner Lee wurde zu Hause erzogen. Ihr Vater war Gesellschafter einer Landmaschinenfirma, einem Vorgänger von International Harvester. Ihr Bruder studierte Medizin in Harvard, ihr selbst wurde kein Studium gestattet. Sie heiratete im Alter von 19 Jahren den Anwalt Bewett Lee und hatte mit ihm drei Kinder. Die Ehe wurde nach 16 Jahren geschieden.
Durch den Kommilitonen ihres Bruders George Burgess Magrath, der Rechtsmediziner werden wollte, entwickelte sie ein Interesse für Forensik. Nach dem Tod ihres Bruders und ihrer Eltern erbte sie das Familienvermögen. Einen erheblichen Teil davon stiftete sie der Harvard University für die Einrichtung des ersten Forensik-Studienganges in den USA sowie einer entsprechenden Fachbibliothek. Sie sorgte dafür, dass Magrath den Lehrstuhl erhielt, und besuchte selbst seine Seminare. Als Magrath bereits zwei Jahre später starb, übernahm sie selbst Lehrtätigkeit. Dazu gründete sie die Havard Associates in Police Science (HAPS), die entsprechende Seminare anbot. Um den Unterricht anschaulich zu gestalten, fertigte sie 20 Miniaturdioramen von Tatorten ungeklärter Morde (Nutshell Studies of Unexplained Death) an. Dabei arbeitete sie mit großer Detailtreue die für die Untersuchungen relevanten Spuren ein. Die Lehrgangsteilnehmer hatten 90 Minuten Zeit, um den „Tatort“ zu untersuchen.
Am 27. Oktober 1943 wurde Glessner Lee zum Ehrenhauptmann der New Hampshire State Police ernannt, sie war damit der erste weibliche Polizeihauptmann der USA.
Nach ihrem Tod stellte die Universität von Harvard den von ihr initiierten Studiengang zunächst ein. Die Miniaturdioramen wurden von einem Professor gerettet, wieder hergerichtet und für die Ausbildung der Polizei in Maryland eingesetzt. Sie sind bis heute ein Ausbildungsobjekt für Kriminologen und gelten in ihrer Detailtreue als unübertroffen selbst im Vergleich zu virtuellen Simulationen.
Frances Glessner Lee gilt als Vorbild der Jessica Fletcher in Mord ist ihr Hobby.